# Cephalocassis jatia
Cephalocassis jatia és una espècie de peix de la família dels àrids i de l'ordre dels siluriformes.

## Hàbitat
És un peix bentopelàgic i de clima tropical.

## Distribució geogràfica
Es troba a Àsia: l'Índia, Bangladesh i Myanmar.